# Neferefre
Neferefre was een koning van de 5e dynastie van Egypte, ook  bekend onder de namen Raneferef en  Cheres (Manetho). Zijn naam betekent: "Mooi is Re".

## Biografie
Koning Neferefre was een broer van Nioeserre en zoon van Neferirkare en Chentkaoes II. De koning zou volgens de koningslijst van Turijn 7 jaar en volgens Manetho minstens twintig jaar geregeerd hebben. Egyptologen nemen aan dat hij maar kort heeft geregeerd, mogelijk 1 jaar.
Zijn vroegtijdige dood maakte een eind aan zijn bouwactiviteiten in Aboesir. Zijn piramide had meer de vorm van een mastaba, zijn dodentempel werd door zijn broer afgemaakt. Er zou ook een nog niet ontdekte zonneheiligdom geweest zijn dat Hetep-Re heette.
In de dodentempel van de koning ontdekten Tsjechische archeologen verschillende voorwerpen, waaronder beelden van de koning, verschillende papyri, gedecoreerde platen en veel zegels. De papyri zijn in 1982 door een archeologisch team van de Universiteit van Praag in de dodentempel van de piramide ontdekt.
In januari 2015 meldde een groep Tsjechische archeologen dat zij het graf van een tot dan toe onbekende echtgenote Chentkaoes III hadden gevonden.

### Bouwwerken
- Onvoltooide piramide in Aboesir
- Een mogelijke zonnetempel

### Bewijzen
- Papyri uit de tijd van Neferefre
- Standbeelden en voorwerpen
- Stukjes van de mummie